# Bo Ancker
Bo Krister Ancker, född 26 april 1926 i Stockholm, död 10 oktober 1997 i Sollentuna, var en svensk radioman, kulturjournalist, författare och stockholmskännare.

## Verksamhet
Ancker var kulturreporter på Sveriges Radio 1952–1989. Han var lärare på Polisskolan i Stockholm 1974–1976, och tamburmajor i Stockholmspolisens musikkår 1968–1978. Han verkade som styrelseledamot i bland annat Samfundet S:t Erik och Stockholmsgillet, och var 1965 en av initiativtagarna till Militärmusiksamfundet.
Bo Ancker är begravd på Norra begravningsplatsen utanför Stockholm.